# Fenisia
Fenisia  è un nome proprio di persona italiano femminile.

## Varianti
- Femminili: Finisia[3], Fenizia[2], Finizia
  - Ipocoristici: Enis[1]
- Maschili: Fenisio[2], Finisio, Fenizio[2]

## Origine e diffusione
L'origine e l'etimologia di questo nome sono ignoti; è stata ipotizzata una connessione con i nomi latini Finitia, Finitius e Finitianus, anch'essi di significato incerto (forse da finire, come augurio di non avere più altri figli), oppure potrebbero essere stati degli etnonimi riferiti alla Fenicia.

## Onomastico
Il nome è adespota, non essendo vissute sante così chiamate. L'onomastico può essere festeggiato il 1º novembre per la festa di Tutti i Santi.

## Il nome nelle arti
- Fenisio (in inglese Needle) è un personaggio della serie animata Conan.
- Fenizia è un personaggio del film del 2015 Il racconto dei racconti - Tale of Tales, interpretato da Jessie Cave.